# Chabi Mama
 (septembre 2014).
 (août 2021).
Chabi Mama Fourdounga, né le 4 décembre 1923 à Parakou et mort le 10 mai 1996 à Cotonou, est une personnalité politique du Dahomey (actuel Bénin). Il est ministre à plusieurs reprises dans différents gouvernements.

## Biographie
Après avoir terminé ses études à l’École primaire supérieure de Porto-Novo, il est nommé commis des Services des affaires financières et comptables (SAFC). Il est muté à plusieurs reprises, pour des raisons politiques, à Parakou, Kandi (1950) Athiémé (1955) et Ouidah.
En 1946, il est annoncé comme candidat au Conseil général en sa qualité de chef de section de l’Union progressiste dahoméenne. Finalement, il décline cette offre au profit de son concurrent direct.
En 1952, il se présente aux élections territoriales, bien que ses chances soient minces face à la coalition qui se dresse devant lui, mais échoue. Il l’emporte finalement en 1957.
Conseiller général, il est alors premier adjoint au maire de Parakou.
En 1959, présenté aux élections législatives, il remporte un siège à l'Assemblée nationale. Aux élections législatives de 1960, la liste patronnée par le Rassemblement démocratique dahoméen, dont il est l’un des dirigeants en qualité de secrétaire général, ne rencontre aucune opposition et Chabi Mama conserve son siège[à vérifier]. La même année, à la formation du Parti dahoméen de l'unité, il est élu secrétaire général.
Il sort de prison le 21 février 1973.

## Distinctions et décorations
- Officier de l'ordre national du Dahomey (1962)[4].
- Commandeur de l'ordre national du Dahomey (1967)[5].
- Grand officier de l'ordre national du Dahomey (1972)[6].
- Grand-croix de l'ordre national du Bénin (2010)[7].